# Вальверде, Федерико
Федери́ко Сантья́го Вальве́рде Дипе́тта (исп. Federico Santiago Valverde Dipetta, род. 22 июля 1998, Монтевидео) — уругвайский футболист, полузащитник клуба «Реал Мадрид» и вице-капитан сборной Уругвая.

## Клубная карьера
Федерико занимался футболом в системе клуба «Пеньяроль». В высшей уругвайской лиге он дебютировал 16 августа 2015 года в матче против «Серро». В сентябре 2015 года, успев сыграть всего два матча в уругвайской Примере, Вальверде договорился о переходе в «Реал Мадрид». Поскольку игроку на тот момент было лишь 17 лет, он не мог присоединиться к мадридскому клубу до достижения совершеннолетия и до лета 2016 года выступал за «Пеньяроль». В сезоне 2015/16 Вальверде провёл 12 матчей за «мирасолес» в первенстве Уругвая.
22 июля 2016 года Вальверде заключил с «Реалом» контракт и сразу был отправлен в фарм-клуб «Реал Мадрид Кастилья». За переход молодого уругвайца мадридский клуб заплатил около 5 млн евро, контракт с футболистом был подписан до лета 2021 года. Сезон 2016/17 Вальверде провёл в «Кастилье», где тренировался под началом Сантьяго Солари и провёл 30 матчей в Сегунде B, отличившись тремя забитыми голами. В июне 2017 года Федерико был отдан на сезон 2017/2018 в аренду клубу «Депортиво Ла-Корунья». Он дебютировал в испанской Примере 10 сентября в матче против «Реал Сосьедада» (2:4).
Перед началом сезона 2018/19 новый главный тренер «Реала» Хулен Лопетеги взял Федерико вместе с первой командой клуба в турне по США. Там Вальверде дебютировал за «Реал» в товарищеском матче с «Манчестер Юнайтед». После того, как в аренду отправился Матео Ковачич, тренерский штаб мадридского клуба решил оставить Вальверде в первой команде. 23 октября 2018 года Федерико дебютировал за «Реал» в официальном матче, выйдя на замену в игре с «Викторией» в Лиге чемпионов.
Федерико совершил прорыв в своей карьере в сезоне 2019/20, в котором являлся важным звеном для своей команды. Также он внёс неоценимый вклад в завоевание «сливочными» Суперкубка Испании, помешав выходу нападающего «Атлетико Мадрид» Альваро Мораты один на один на 115 минуте матча ценой красной карточки, за что получил награду лучшему игроку матча и широкую похвалу. Всего он провёл 33 матча в чемпионате за сезон, поучаствовав в завоевании чемпионского титула.
24 августа 2021 года Вальверде продлил свой контракт до 2027 года. В первой части сезона 2021/22 Федерико не получал стабильное количество игрового времени, но во второй части стал на более регулярной основе появляться в стартовом составе и превратился в одного из основных участников успехов мадридского клуба в этом сезоне. 12 января 2022 года Вальверде забил победный гол в полуфинальном матче Суперкубка Испании против «Барселоны», а в финале Лиги чемпионов против «Ливерпуля» на 59 минуте отдал голевую передачу на победный гол Винисиуса Жуниора, который принёс «сливочным» 14-й трофей Лиги Чемпионов в своей истории.

## Выступления за сборную

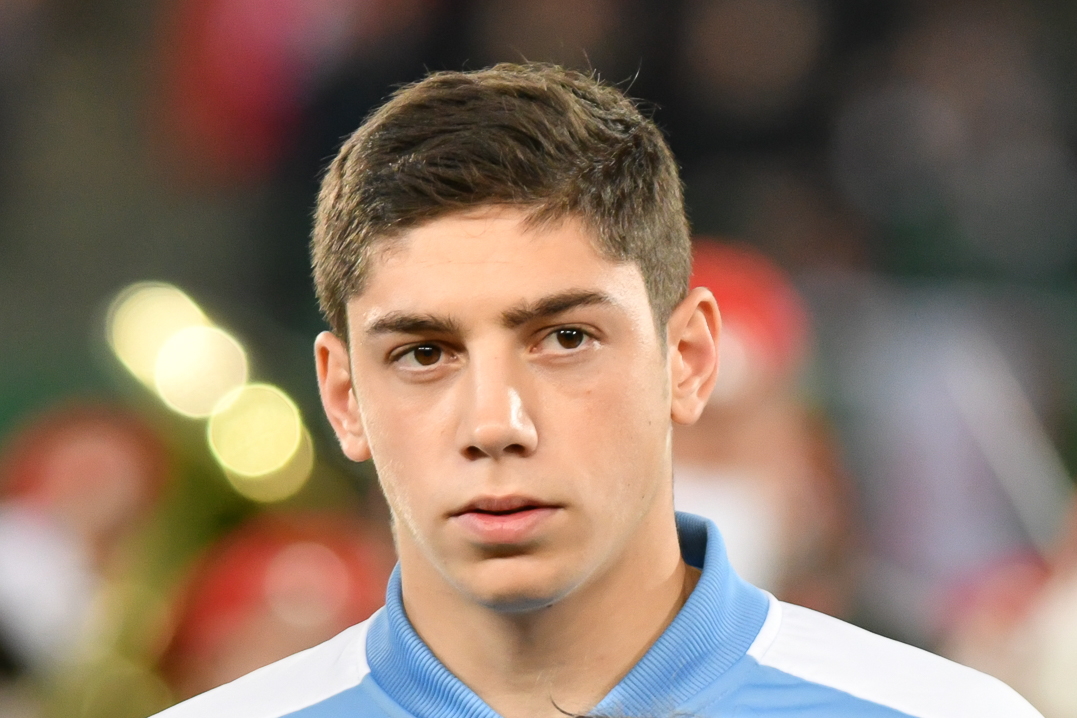
Вальверде в составе сборной Уругвая, 2017 год

В составе юношеской сборной Уругвая до 17 лет Федерико участвовал на юношеском чемпионате Южной Америки 2015. Его сборная выступила неудачно, однако Вальверде забил там семь мячей и стал вторым бомбардиром чемпионата. С молодёжной сборной в 2017 году занял четвёртое место на чемпионате мира.
5 сентября 2017 года дебютировал в составе основной сборной Уругвая в рамках отборочного турнира к чемпионату мира 2018 года против сборной Парагвая. Вальверде вышел в основном составе «селесте» и на 76-й минуте забил важнейший гол своей команды. Через четыре минуты благодаря усилиям Луиса Суареса защитник «альбиррохи» Густаво Гомес отправил мяч в собственные ворота. На 88-й минуте парагвайцы сократили отставание, но сравнять счёт не успели. Таким образом, Уругвай прервал безвыигрышную серию и закрепился за два тура до финиша отбора на втором месте южноамериканской зоны.
В мае 2018 года Вальверде был включён в предварительную заявку сборной Уругвая на чемпионат мира, однако в итоговый список из 23 футболистов не попал.
Был включён в состав сборной на Кубок Америки 2021.
В составе сборной Уругвая принял участие во всех трёх матчах сборной на чемпионате мира 2022 в Катаре.

## Достижения

### Командные
«Пеньяроль»
- Чемпион Уругвая: 2015/16

Итого: 1 трофей
«Реал Мадрид»
- Чемпион Испании (3): 2019/20, 2021/22, 2023/24
- Обладатель Кубка Испании: 2022/23
- Обладатель Суперкубка Испании (3): 2020, 2022, 2024
- Победитель Лиги чемпионов УЕФА (2): 2021/22, 2023/24
- Обладатель Суперкубка УЕФА (2): 2022, 2024
- Победитель Клубного чемпионата мира (2): 2018, 2022
- Обладатель Межконтинентального кубка: 2024

Итого: 14 трофеев

### Личные
- «Серебряный мяч» чемпионата мира (до 20 лет): 2017
- Лучший игрок финала Суперкубка Испании: 2020
- Игрок месяца Ла Лиги: сентябрь 2022
- «Серебряный мяч» Клубного чемпионата мира: 2022
- Вошёл в символическую сборную Ла Лиги: 2023/24[23]

## Статистика выступлений

### Клубная
| Выступление            | Выступление      | Выступление      | Лига | Лига | Кубки | Кубки | Конт. | Конт. | Итого | Итого |
| Клуб                   | Лига             | Сезон            | Игры | Голы | Игры  | Голы  | Игры  | Голы  | Игры  | Голы  |
| ---------------------- | ---------------- | ---------------- | ---- | ---- | ----- | ----- | ----- | ----- | ----- | ----- |
| Пеньяроль              | Примера          | 2015/16          | 12   | 0    | 0     | 0     | 1     | 0     | 13    | 0     |
| Пеньяроль              | Итого            | Итого            | 12   | 0    | 0     | 0     | 1     | 0     | 13    | 0     |
| Реал Мадрид Кастилья → | Сегунда B        | 2016/17          | 30   | 3    | —     | —     | —     | —     | 30    | 3     |
| Реал Мадрид Кастилья → | Итого            | Итого            | 30   | 3    | —     | —     | —     | —     | 30    | 3     |
| Депортиво Ла-Корунья → | Ла Лига          | 2017/18          | 24   | 0    | 1     | 0     | —     | —     | 25    | 0     |
| Депортиво Ла-Корунья → | Итого            | Итого            | 24   | 0    | 1     | 0     | —     | —     | 25    | 0     |
| Реал Мадрид            | Ла Лига          | 2018/19          | 16   | 0    | 5     | 0     | 4     | 0     | 25    | 0     |
| Реал Мадрид            | Ла Лига          | 2019/20          | 33   | 2    | 5     | 0     | 6     | 0     | 44    | 2     |
| Реал Мадрид            | Ла Лига          | 2020/21          | 24   | 3    | 2     | 0     | 7     | 0     | 33    | 3     |
| Реал Мадрид            | Ла Лига          | 2021/22          | 31   | 0    | 4     | 1     | 11    | 0     | 46    | 1     |
| Реал Мадрид            | Ла Лига          | 2022/23          | 34   | 7    | 8     | 0     | 14    | 5     | 56    | 12    |
| Реал Мадрид            | Ла Лига          | 2023/24          | 37   | 2    | 4     | 0     | 14    | 1     | 55    | 3     |
| Реал Мадрид            | Ла Лига          | 2024/25          | 31   | 6    | 7     | 2     | 15    | 1     | 53    | 9     |
| Реал Мадрид            | Итого            | Итого            | 206  | 20   | 35    | 3     | 71    | 7     | 312   | 30    |
| Всего за карьеру       | Всего за карьеру | Всего за карьеру | 272  | 23   | 36    | 3     | 72    | 7     | 380   | 33    |

1. ↑  В графе «Кубки» указаны игры и голы в национальных кубках, суперкубках и кубках лиги.
2. ↑  Континентальные кубки: Кубок Либертадорес, Лига чемпионов УЕФА, Суперкубок УЕФА, Клубный чемпионат мира по футболу.

### Национальная сборная
| Сборная | Год   | Отборочные матчи ЧМ | Отборочные матчи ЧМ | Финальные матчи ЧМ | Финальные матчи ЧМ | Финальные матчи КА | Финальные матчи КА | Товарищеские матчи | Товарищеские матчи | Итого | Итого |
| Сборная | Год   | Игры                | Голы                | Игры               | Голы               | Игры               | Голы               | Игры               | Голы               | Игры  | Голы  |
| ------- | ----- | ------------------- | ------------------- | ------------------ | ------------------ | ------------------ | ------------------ | ------------------ | ------------------ | ----- | ----- |
| Уругвай | 2017  | 3                   | 1                   | -                  | -                  | -                  | -                  | 1                  | 0                  | 4     | 1     |
| Уругвай | 2018  | -                   | -                   | -                  | -                  | -                  | -                  | 4                  | 0                  | 4     | 0     |
| Уругвай | 2019  | -                   | -                   | -                  | -                  | 4                  | 0                  | 8                  | 1                  | 12    | 1     |
| Уругвай | 2020  | 2                   | 0                   | -                  | -                  | -                  | -                  | -                  | -                  | 2     | 0     |
| Уругвай | 2021  | 8                   | 1                   | -                  | -                  | 5                  | 0                  | -                  | -                  | 13    | 1     |
| Уругвай | 2022  | 4                   | 1                   | 3                  | 0                  | -                  | -                  | 5                  | 0                  | 12    | 1     |
| Итого   | Итого | 17                  | 3                   | 3                  | 0                  | 9                  | 0                  | 18                 | 1                  | 47    | 4     |